# Pierre Tschannen
Pierre Tschannen (* 22. Januar 1952 in Bern) ist ein Schweizer Jurist.

## Leben
Von 1971 bis 1977 studierte Tschannen an der Universität Bern Rechtswissenschaften. 1977 erhielt er das bernische Fürsprecherpatent und wurde Assistent bei Peter Saladin. Von 1978 bis 1990 war Tschannen als Jurist beim Bundesamt für Raumplanung angestellt. 1986 dissertierte er zum Thema «Der Richtplan und die Abstimmung raumwirksamer Aufgaben». 1987 wurde er Leiter des Rechtsdienstes des Bundesamtes für Raumplanung. 
Von 1990 bis 1995 arbeitete Tschannen als Jurist beim Bundesamt für Justiz, wo er zuletzt als Adjunkt an der Totalrevision der Bundesverfassung beteiligt war.
1994 erhielt Tschannen einen Lehrauftrag für Staats- und Verwaltungsrecht an der Universität Bern, 1995 einen an der Universität Freiburg. Im selben Jahr habilitierte er zum Thema «Stimmrecht und politische Verständigung». 1996 ernannte ihn die Universität Bern zum Extraordinarius für Staats- und Verwaltungsrecht, 1998 zum Ordinarius.
2015 gehörte Tschannen zu den Mitunterzeichnenden des Appells «Die Schweiz ist ein Rechtsstaat – Nein zur Durchsetzungsinitiative».

## Rezeption
Die rechtskonservative Weltwoche hält Tschannen für einen «Verbreiter von Irrlehren», der die blinde Akzeptanz und Übernahme des internationalen Rechts lobe.